# Ciudad de las Artes y las Ciencias

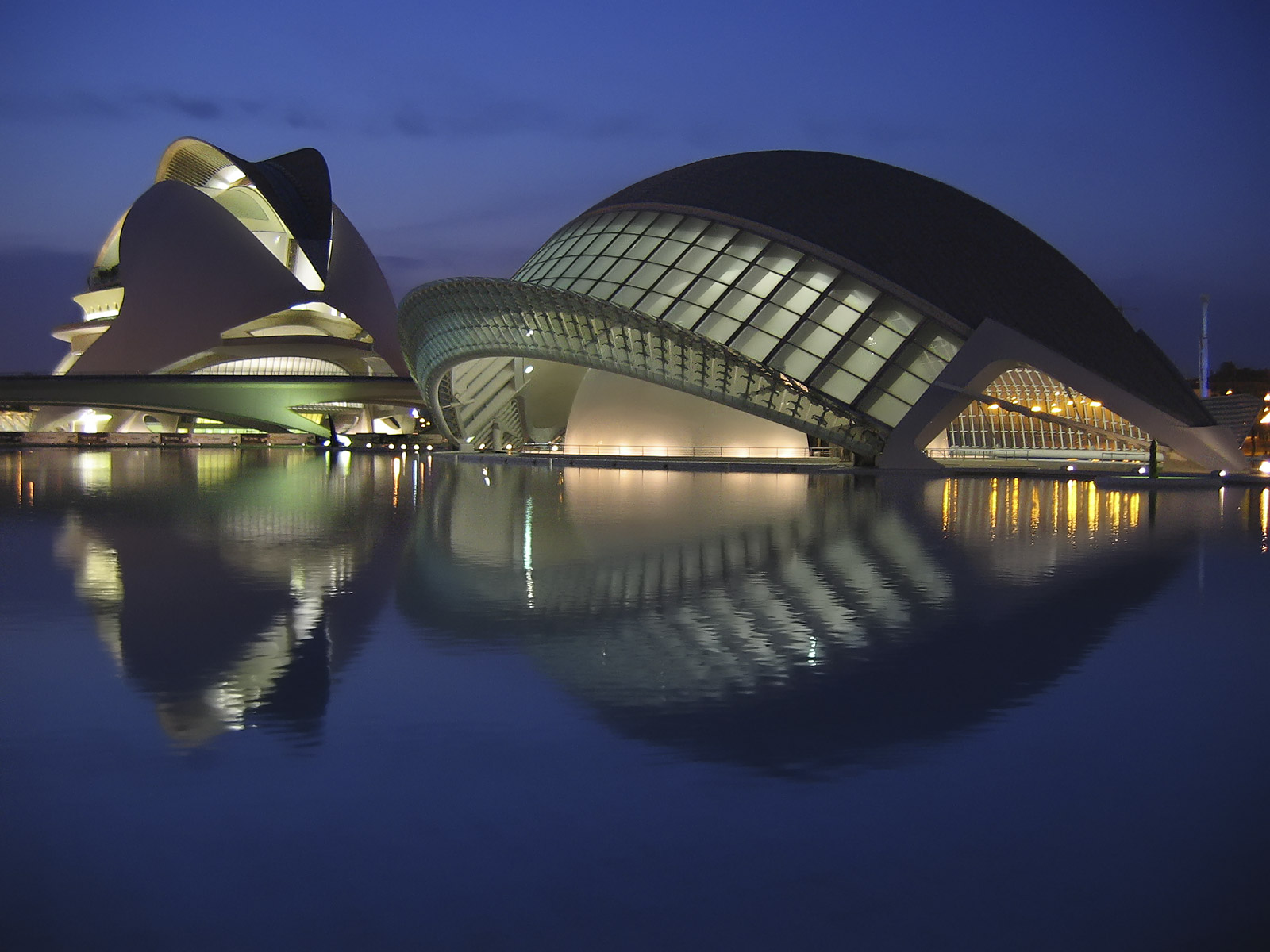
Miasteczko Sztuki i Nauki w Walencji (widok nocą).

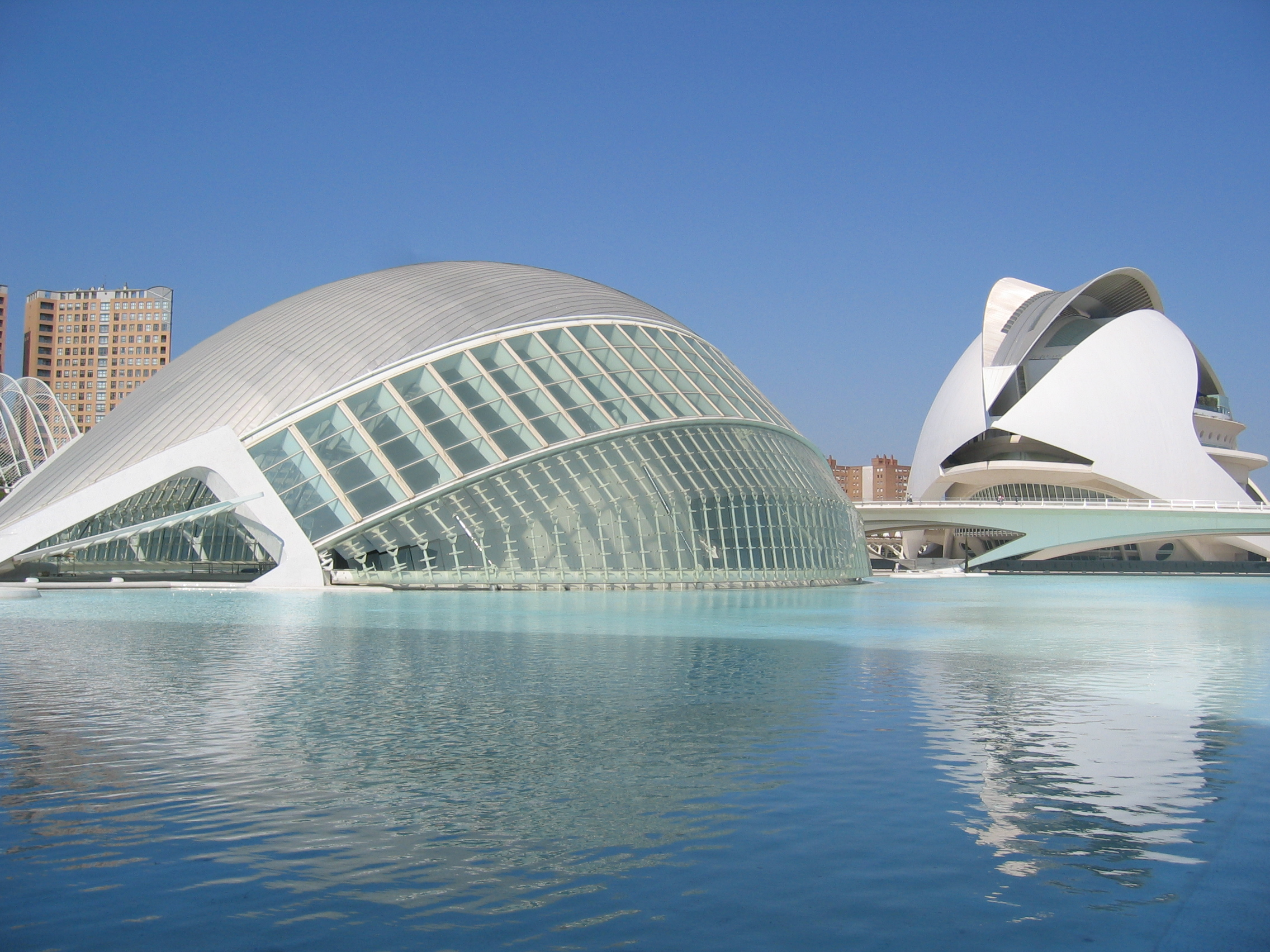
L’Hemisfèric

Ciudad de las Artes y las Ciencias (pol. Miasteczko Sztuki i Nauki) – kompleks obiektów kulturalno-rozrywkowych w hiszpańskiej Walencji o powierzchni całkowitej 350 000 m², otwarty 16 kwietnia 1998 r., zwany przez mieszkańców miasta „dzielnicą przyszłości”. Zaprojektowany przez jednego z najbardziej znanych miejscowych architektów Santiago Calatrava, przy współpracy Felixa Candela. Kompleks tworzą: centrum kulturalne i awangardowe budynki rozrywkowe. Mieści się tu największe w Europie oceanarium, a ponadto delfinarium, kino IMAX, restauracje i muzea. Centrum jest „miastem w mieście” składającym się z następujących obiektów:
- L’Hemisfèric – budowla architektoniczna o powierzchni całkowitej 13 000 m² otwarty 10 kwietnia 1998 r. Znajduje się tutaj planetarium, kino nadające filmy w formacie IMAX, można tu także obejrzeć spektakl laserowy.
- Museo de las Ciencias Príncipe Felipe (Muzeum Nauki) – muzeum XXI wieku, otwarte 13 listopada 2000 r., w którym eksponowane są najnowsze osiągnięcia nauki i techniki. Znajduje się tu gigantyczne wahadło Foucaulta oraz interaktywne wystawy naukowe, gdzie zwiedzający mogą brać czynny udział w eksperymentach.
- L’Umbracle – budynek w południowej części kompleksu, otwarty w 2001 r. liczący 320 m szerokości i 60 m długości, w skład którego wchodzi także dwupiętrowy parking dla samochodów osobowych (łącznie do 900) oraz autobusów (do 20). Zdobi go ogród porośnięty drzewami zawierający szeroką gamę roślin różnych gatunków.
- L’Oceanogràfic – największe oceanarium Europy o łącznej powierzchni 110 000 m² otwarte w 14 lutego 2003 r. Usytuowane jest tu 13 ekosystemów światowych mórz i 500 gatunków pływających zwierząt; zawiera m.in. także rekonstrukcje podziemnych krajobrazów, ogromne delfinarium i wyspy lwów morskich.
- El Palau de les Arts Reina Sofía – gigantyczna konstrukcja owalna zawierająca sceny zamknięte i na wolnym powietrzu, wystawiane są tu spektakle i koncerty sceniczne oraz grana jest opera.